# 张福成 (1964年)
张福成（1964年8月—），男，汉族，吉林蛟河人，中华人民共和国材料学家、政治人物，燕山大学、华北理工大学教授，博士生导师。现任河北省政协副主席，华北理工大学校长，中国民主同盟河北省委常委。中国工程院院士。

## 生平
1982年9月至1986年7月就读于东北重型机械学院，获工学学士学位，其间东北重型机械学院于1985年7月建立秦皇岛分校，分校对外称“燕山大学”。
1986年7月至1989年5月就读于燕山大学，获工学硕士学位，其后留校任教，1990年10月至1993年6月就读于哈尔滨工业大学金属材料专业，获博士学位。
1997年4月加入民盟。
2023年1月14日，当选河北省政协副主席。